# Jacke

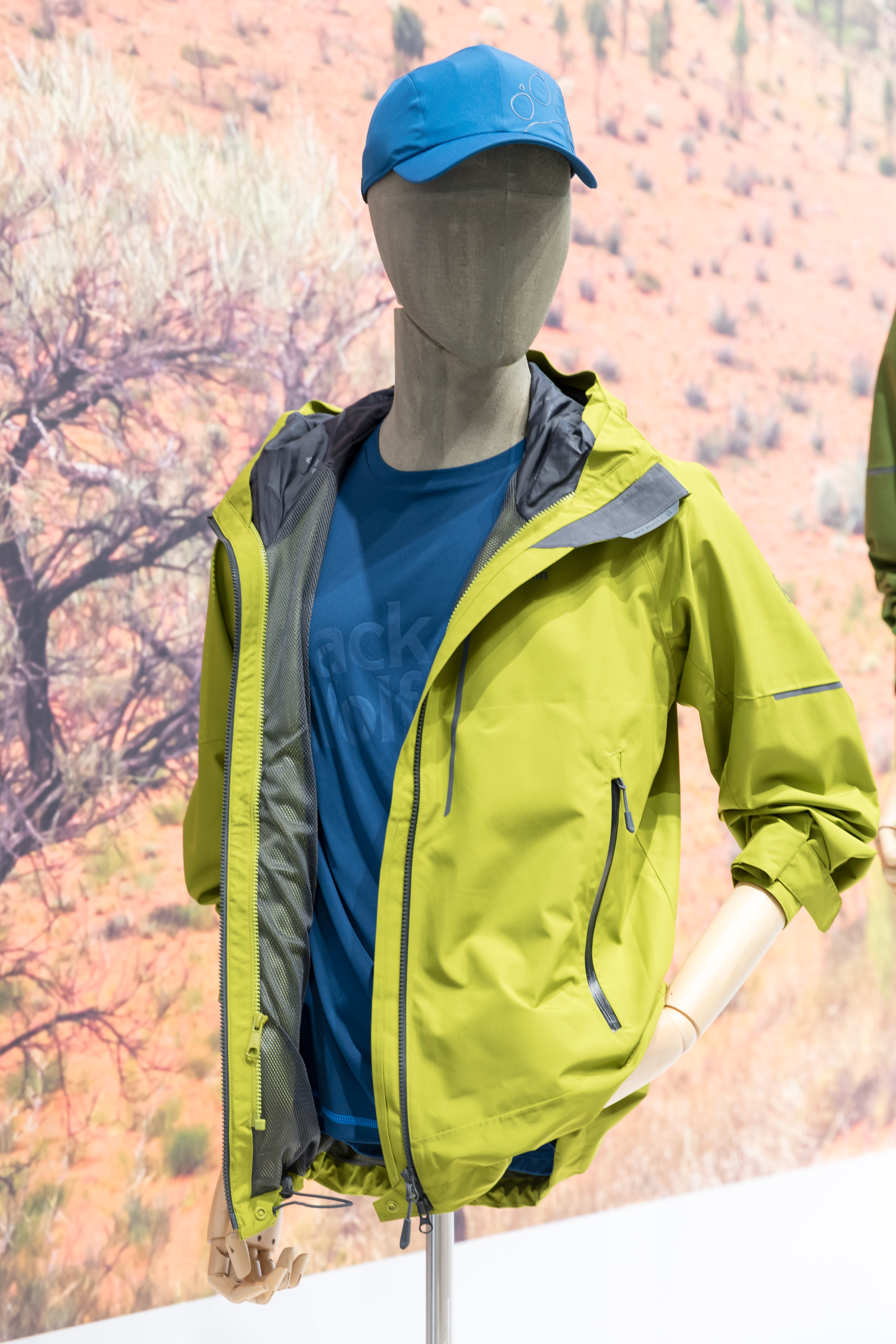
Eine grüne Outdoorjacke, auch Windbreaker genannt, aus Funktionstextilien, 2018

Die Jacke (von altfranzösisch jaquee ‚Waffenrock‘) ist ein taillen- bis hüftkurzes, vorne zu öffnender Teil der Oberbekleidung. Er kann offen hängen oder mit Reißverschluss, Knöpfen, Haken oder Bandschleifen geschlossen werden. Längere Kleidungsstücke ähnlicher Form werden als Mantel bezeichnet.
Jacken unterscheiden sich von Bluse bzw. Hemd insofern sie aus robusterem, schwererem und/oder wärmerem Stoff gefertigt und nicht direkt auf der Haut getragen werden.

## Geschichte
Die Jacke ist seit dem 14. Jahrhundert bekannt als wattierter Waffenrock oder buntes Lederkleid. Die Jacke ist auch Tracht der Bauern und geringer Leute. Nach einer anderen Bedeutung wurden im Mittelalter die französischen Bauern mit Spitznamen jacques genannt, da zu jener Zeit dieser Vorname sehr verbreitet war. Der Bauernaufstand von 1358 in Frankreich wurde aus diesen Gründen wohl auch Jacquerie genannt. Aus dieser Zeit soll der Name jacque stammen, später dann jaquette – dem typischen Kleidungsstück der jacques.

## Jackentypen
- Sweatshirt-Jacken / Sportjacken
- Anorak – Eine hüftlange Jacke mit Kapuze, die man als Schutz gegen Wind und Nässe trägt, in gefütterter Ausführung auch gegen Kälte. Ein Parka ist ein langer, oft gefütterter Anorak.
- Blazer – Sportliche Jackenform.
- Blouson – Jacke, die bis zur Taille reicht und dort in einem anliegenden Bündchen endet. Spezielle Formen von Blousons sind Fliegerjacken, Bomberjacken und Collegejacken.
- Bolero – Hauptsächlich von Frauen getragene Jacke, die höchstens bis zur Taille reicht. Wie die Jacken der Stierkämpfer, an denen er sich orientiert, kann der Bolero oft vorn nicht verschlossen werden.
- Caraco – Eine im 18. Jahrhundert weit verbreitete, eng anliegende Frauenjacke mit angearbeitetem Schößchen.
- Chamarra – Eine gut hüftlange, vorn schließende Lederjacke, die mit geometrischen Mustern lateinamerikanischer Indios verziert ist. (Siehe auch: Evo Morales, Sanbenito)
- Daunenjacke
- Feldjacke – wird von Soldaten im Feld getragen.
- Frack – Im späten 18. Jahrhundert aus dem Justaucorps entstandene Herrenjacke, die vorn nur taillenlang ist, hinten aber etwa knielange Schöße (Schwalbenschwanz) hat.
- Janker
- Joppe (auch Jobs oder Juppe, in Schweizerdeutsch auch Tschoope) – eine taillenlose Männerjacke aus dickem Wollstoff; aus Flanell oder Loden als Hausjacke. Sie ist traditioneller Bestandteil der bayerischen Männertracht. Der Begriff stammt vom arabischen „Dschubba“[4] für „Obergewand“.
- Lederjacke
- Sakko (von engl. sack coat) – eine ursprünglich (19. Jh.) lässige, heute formelle Herrenjacke mit weit nach unten gezogenem Revers. Kombiniert mit einer Hose aus dem gleichen Oberstoff bildet es einen Anzug.
- Steppjacke
- Strickjacke